# Afrikansk pygméfalk
Afrikansk pygméfalk (Polihierax semitorquatus) är en fågel i familjen falkar inom ordningen falkfåglar.

## Utseende och läte
Afrikansk pygméfalk är en mycket liten gråvit falk i samma storlek som en törnskata, dock knubbigare. Ryggen är grå hos hanen, brun hos honan. Den vita övergumpen syns tydligt i den snabba, bågformade flykten som skiljer sig kraftigt från en typisk falk. Lätet består av en serie raspiga och skriande ljud.

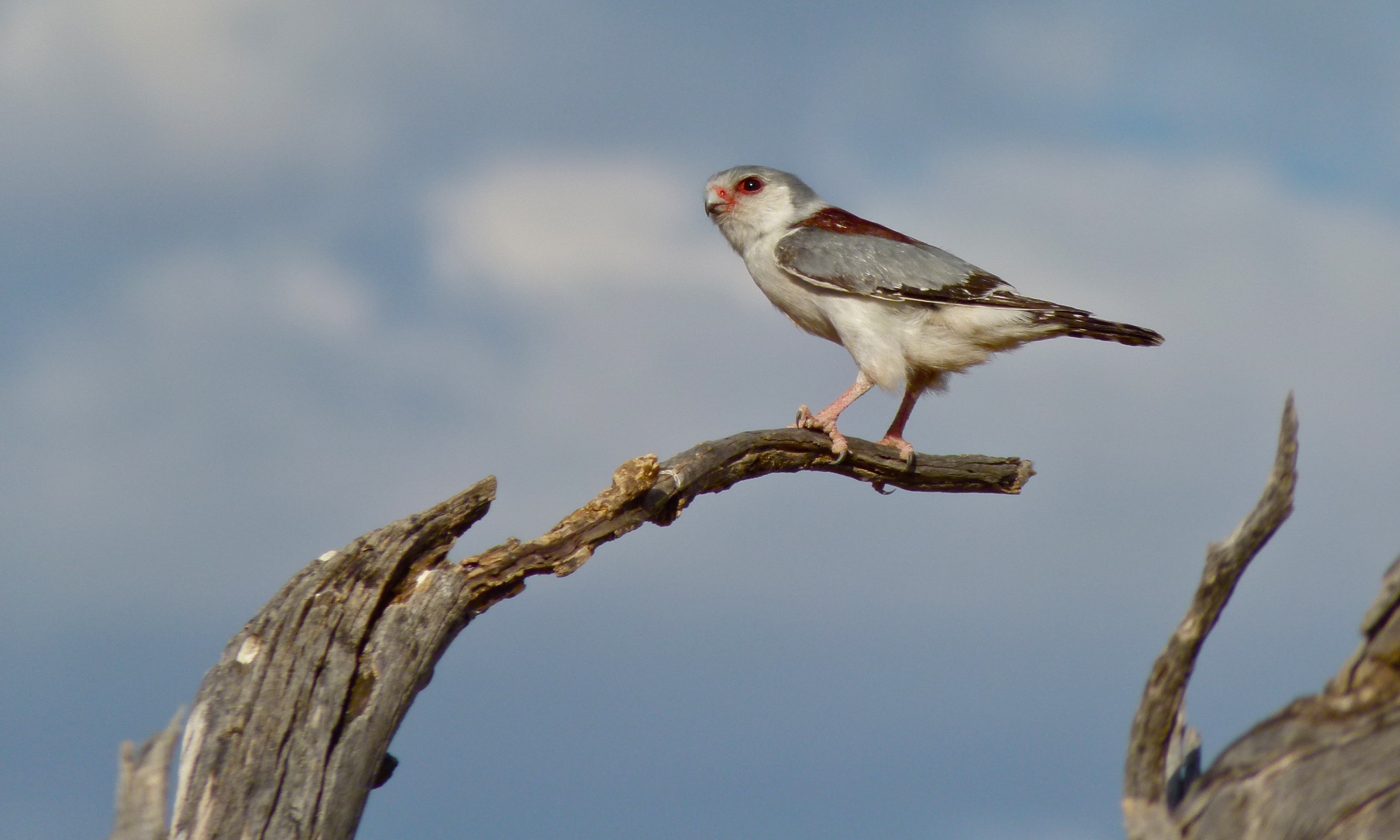
Hona.

## Utbredning och systematik
Fågeln förekommer i törnbuskmark med akacia i två skilda områden i nordöstra respektive södra Afrika. Den behandlas antingen som monotypisk eller delas in i två underarter med följande utbredning:
- Polihierax semitorquatus castanonotus – förekommer från södra Sudan och Etiopien till centrala Tanzania
- Polihierax semitorquatus semitorquatus – förekommer från södra Angola till nordvästra Sydafrika

### Släktskap
Afrikansk pygméfalk delar traditionellt släktet Polihierax med vitgumpsfalken. Genetiska studier visar dock att den snarare är systerart till äkta falkar i släktet Falco. Den urskiljs därför allt oftare till ett eget släkte, där Neohierax har prioritet. Afrikansk pygméfalk är istället systerart till övriga pygméfalkar i Microhierax.

## Levnadssätt
Afrikansk pygméfalk hittas i torr savann. Där häckar den i bon av kolonivävare eller buffelvävare. Den ses ofta sitta upp i det öppna, ofta u per eller familjegrupper.

## Status
Arten har ett stort utbredningsområde och beståndet anses vara stabilt. Internationella naturvårdsunionen IUCN listar den därför som livskraftig (LC).